# Gunnar Dietrich
Gunnar Dietrich (* 3. März 1986 in Bergisch Gladbach) ist ein deutscher Handballspieler.
Dietrich begann in der Jugend der SKV Rutesheim mit dem Handballspiel. Danach wechselte er zur SG Leonberg/Eltingen. Ab der C-Jugend spielte er beim TV Kornwestheim. Über Vereinsfusionen kam er zu SVK Salamander Stuttgart beziehungsweise HBR Ludwigsburg.
Als die Spielbetriebs-GmbH von SVK Salamander Stuttgart 2007 Konkurs anmelden musste, wechselte Dietrich zum Erstligisten TUSEM Essen. 2008 wurde der Vertrag mit TUSEM Essen in gegenseitigem Einvernehmen aufgelöst und Dietrich wechselte zum damaligen Zweitligisten TSG Friesenheim, mit dem er 2010 in die Bundesliga aufstieg. Von 2011 bis 2013 spielte Dietrich beim TBV Lemgo. Zur Saison 2013/14 kehrte er zur TSG Friesenheim zurück, mit der ihm 2013/14 der Aufstieg in die 1. Bundesliga gelang. Nach nur einer Saison in der Bundesliga trat er mit Friesenheim den Gang in die Zweitklassigkeit an. 2017 stieg er wiederum in die Bundesliga auf. Nachdem Friesenheim mehrere Spielzeiten die Spielklasse gehalten hatte, musste Dietrich im Jahr 2021 erneut in die 2. Bundesliga absteigen. Seit dem Sommer 2022 steht Dietrich beim Drittligisten TuS 04 Kaiserslautern-Dansenberg unter Vertrag.
Gunnar Dietrich war Juniorennationalspieler und wurde mit dieser Mannschaft 2006 Europameister in Österreich. 2007 wurde er bei der WM in Ohrid (Mazedonien) Vize-Weltmeister.
Dietrich ist von Beruf Industriemechaniker und hat zwei Kinder.